# 边寿民

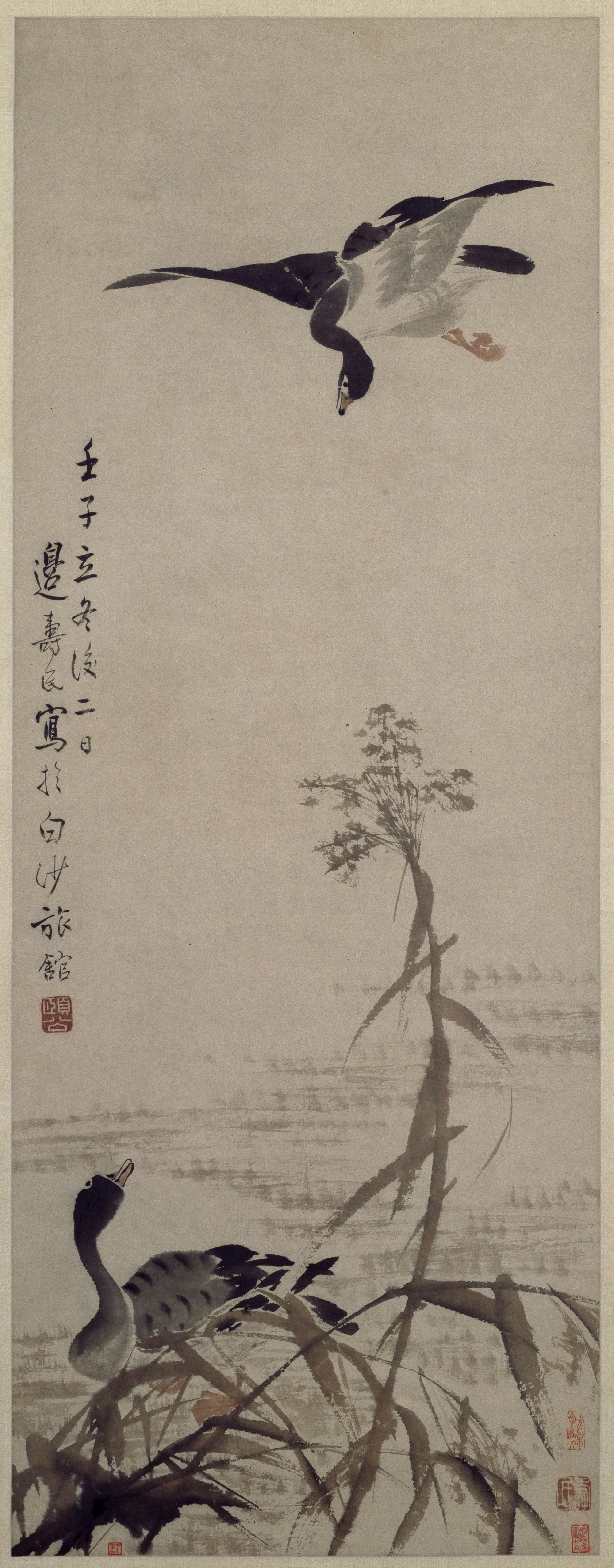
边寿民《芦雁图》（北京故宫博物院藏）

边寿民（1684年11月19日—1752年正月），原名边维祺，字颐公，又字寿民，号苇间老人。扬州八怪之一。

## 生平
康熙二十三年（1684年）生。家住淮阴旧城梁陂桥。擅长画芦雁，人称“边雁”。雍正为亲王时，室中曾悬边寿民所绘四幅芦雁。边寿民游历各地二十余年，游历期间，以卖画谋生，五十岁后回到家乡，筑“苇间书屋”。乾隆十七年（1752年）春初去世，年六十九。著有《苇间书屋词稿》，收词27阕。又有《苇间老人题画集》1册，为后人从其画幅中录出，收录他所做的诗70首、词35阕、跋语3则。